# Toparque
Un toparque (τοπάρχης) est un dignitaire de l'Empire byzantin. Le terme apparaît dès la période protobyzantine sous Justinien. D'après le De Ceremoniis, il est utilisé pour s'adresser aux chefs étrangers sans faire partie des dignités byzantines concernant les habitants de l'empire. À partir du Xe siècle, il est utilisé pour désigner les chefs de territoires étrangers. Parmi ces derniers, on peut citer le toparque de Crète, de Sicile, le serbe Nemanja et plusieurs autres encore. 
Selon Paul Lemerle, un toparque est le dirigeant d'un territoire étranger mais limitrophe de l'Empire byzantin donc sous son influence. Cette définition correspond aussi aux toparques de Sicile et de Crète qui sont des territoires ayant été soumis à la souveraineté byzantine. Le terme de toparque est synonyme de ceux d'archonte et d'hègémôn pour qualifier les dirigeants étrangers et désigne avant tout les chefs de petits territoires. Certains toparques se distinguent pourtant de cette définition puisqu'ils s'adressent à des dignitaires byzantins à la fin du Xe et au XIIIe siècle. Ils sont bien souvent très autonomes par rapport au pouvoir central à une époque de forte instabilité (invasion seldjoukide à la fin du Xe siècle). Cette indépendance peut venir de la situation géographique du territoire qui peut être séparé du reste de l'empire (cas de la Thessalie sous l'Empire de Nicée). Le toparque n'est alors ni véritablement soumis, ni véritablement autonome par rapport à l'empereur. 
Au début du règne d'Alexis Ier Comnène, alors que plusieurs dignitaires byzantins défendent certains territoires d'Asie Mineure contre les Turcs comme Théodore Gabras près de Trébizonde, les toparques sont bien souvent d'ancien topotèrètès, c'est-à-dire, les commandants en second des thèmes. L'invasion seldjoukide entraîne la désagrégation du système thématique en Anatolie et leurs chefs (les stratèges) entraînent souvent une grande partie des troupes thématiques (les troupes provinciales) pour des luttes intestines visant à prendre le pouvoir. Le topotèrètès est alors laissé au sein du thème à la tête des troupes restantes (c'est le cas de Michel Bourtzès par exemple). De fait, il reçoit la charge de juguler la progression turque et parfois, se retrouve isolé du territoire impérial ce qui lui donne une forte autonomie. 